# Orden del Mérito Jalifiano
La Orden del Mérito Jalifiano era la máxima distinción de mérito otorgada por el jalifa de la zona del Protectorado español en Marruecos, como representante del sultán de Marruecos en el protectorado español. Fue fundada en 1913 por el Parlamento español, como parte de la organización del Protectorado, y concluye su historia en 1958, con la reintegración del Marruecos español tras la independencia del país.